# Gencianàcies
Gencianàcia, Gencianàcies o Gentianaceae, és una família de plantes amb flor de l'ordre Gentianales.

## Característiques
Té 87 gèneres i unes 1.500 espècies.
Les flors són actinomorfes i bisexuals amb sèpals i pètals fusionats. Els estams units a l'interior dels pètals i alternats amb els lòbuls de la corol·la. Hi ha un disc glandular a la base del ginoeci. La inflorescència és cimosa. Els fruits són càpsules dehiscents però algunes espècies tenen baia. Les llavors són xiques.
El creixement pot variar des d'arbres menuts, arbusts i més normalment herbàcies.
La distribució és cosmopolita.

## Gèneres
| - Adenolisianthus - Anthocleista - Aripuana - Bartonia - Belmontia - Bisgoeppertia - Blackstonia perfoliata - Calolisianthus - Canscora - Celiantha - Centaurium - Chelonanthus - Chironia - Chlora - Chorisepalum - Cicendia - Comastoma - Congolanthus - Cotylanthera - Coutoubea - Cracosna - Crawfurdia - Curtia - Deianira - Djaloniella - Enicostema - Eustoma - Exaculum - Exacum - Fagraea - Faroa | - Frasera - Geniostemum - Gentiana - Gentianella - Gentianopsis - Gentianothamnus - Halenia - Helia - Hockinia - Hoppea - Irlbachia - Ixanthus - Jaeschkea - Karina - Lagenanthus - Lapithea - Latouchea - Lehmanniella - Lisianthius - Lomatogoniopsis - Lomatogonium - Macrocarpaea - Megacodon - Microrphium - Monodiella - Neblinantha - Neurotheca - Obolaria - Oreonesion - Ornichia - Orphium | - Parajaeschkea - Phyllocyclus - Potalia - Prepusa - Pterygocalyx - Pycnosphaera - Rogersonanthus - Sabatia - Saccifolium - Schinziella - Schultesia - Sebaea - Senaea - Sipapoantha - Swertia - Symbolanthus - Symphyllophyton - Tachia - Tachiadenus - Tapeinostemon - Tetrapollinia - Tripterospermum - Urogentias - Veratrilla - Voyria - Voyriella - Wurdackanthus - Xestaea - Zonanthus - Zygostigma |